# Cω
Cω（シーオメガ）は、それぞれマイクロソフトの部門であるマイクロソフトリサーチとMicrosoft SQL Server web開発チームとの共同で開発中のオブジェクト指向プログラミング言語である。.NET Frameworkに対応している。
C#に並行計算の制御機能を追加したものとして開発されていた言語であるPolyphonic C#と、XMLやデータベース処理に最適化して開発されていた言語であるX#とを組み合わせる形で開発されている。
なお、2004年7月にcompiler previewが公開されて以来、正式リリースのアナウンスはない。

## 開発
以前は下記公式ページより、Visual Studio .NET 2003の機能拡張としてプレビュー版が公開されており、これをインストールすることで他の言語と同様に開発を行うことが可能だった。2017年の1月から5月の間に公式ページからプレビュー版は削除された。